# 克拉夫齊
47°39′44″N 33°25′14″E / 47.66222°N 33.42056°E
克拉夫齊（烏克蘭語：Кравці），是烏克蘭中部的村莊，隸屬第聶伯羅彼得羅夫斯克州的克里維里赫區。該村分別距離波季達爾1.5公里、奧德拉德涅和奧澤爾涅2公里，始建於2003年，海拔高度91米，2001年人口86。